# Grand-Teton-Nationalpark
Der Grand-Teton-Nationalpark liegt im Westen von Wyoming südlich des Yellowstone-Nationalparks. Er hat seinen Namen von der Teton-Kette, die sich in Nord-Süd-Richtung durch den Park zieht. Östlich der Berge liegt die weite Ebene mit dem Namen Jackson Hole und der große Bergsee Jackson Lake, außerdem die kleineren Seen Leigh Lake und Jenny Lake.
Die Region ist bereits seit mindestens 11.000 Jahren bewohnt, als nomadische Paläoindianer begannen, die wärmeren Sommermonate dort zu verbringen. Als erster Weißer dürfte John Colter um 1808 diese Gegend zu Gesicht bekommen haben. Der Name der Berge kommt vom französischen Wort für Brust und bezieht sich auf deren Form. Die Gegend wurde am 26. Februar 1929 zum Nationalpark erklärt.

## Geographie und Geologie
Das zerklüftete Profil der Teton-Bergkette erhebt sich ohne Vorgebirge zweitausend Meter aus der Ebene. Die höchste Erhebung, der Grand Teton, liegt 4198 Meter über dem Meeresspiegel.
Plattentektonik war die Ursache der Gebirgsbildung. Im Rahmen der Entstehung der Basin and Range Province wirkte sich die Dehnungstektonik auch auf die heutige Teton-Region aus. Zu einem Zeitpunkt, der vor zwischen 13 und 9 Millionen Jahren datiert wird, entwickelte sich aufgrund der Dehnung des Gesteins eine Verwerfung in Nord-Süd-Richtung auf der Ostflanke des heutigen Gebirges. Es folgte eine Abschiebung, bei der der Block auf der Ostseite absank, wodurch die Ebene von Jackson Hole entstand. Der westliche Block wurde bei dieser Bewegung an der Verwerfung hochgedrückt, so dass die Tetons eine steile Ost- und eine sanfte Westflanke aufweisen.
In den letzten 300.000 Jahren während der Eiszeitalter haben Gletscher die Landschaft stark überformt. Ausgehend von der Absaroka Range östlich des Yellowstone-Nationalparks entstand mindestens dreimal ein großflächiger Plateaugletscher, der nahezu das gesamte Gebiet beider Nationalparks bedeckte. Die Tetons waren bis auf die höchsten Spitzen vollständig vergletschert. Eine große Gletscherzunge erstreckte sich vom Yellowstone-Gebiet nach Süden. Die vorletzte Eiszeit, in der Region als Bull Lake Stage bezeichnet, erreichte die größte Ausdehnung. Sie hinterließ Endmoränen im Jackson Hole. Alle glazialen Ablagerungen südlich von Jackson Lake stammen aus dieser Epoche. In der letzten Eiszeit, in Nordamerika Wisconsin glaciation und in den Rocky Mountains Pinedale stage genannt, reichte die Gletscherzunge nicht ganz so weit. Sie endete mit dem Zungenbecken, in dem der Jackson Lake als Zungenbeckensee gebildet wurde. Ihre Endmoräne am Südende des Sees veranlasste den Snake River nach dem Abschmelzen der Gletscher sich einen neuen Abfluss im Südosten zu suchen. Kleinere Gletscher gingen aus den Tetons hervor und schürften die Trogtäler der Ostflanke wie beispielsweise Cascade Canyon, Avalanche Canyon oder Death Canyon, aus. Ihre Endmoränen stauen die kleineren Seen unterhalb der Berge, wie den Jenny Lake, auf. Die Ebene des Jackson Hole ist mit glazialen Schottern bedeckt, in diesen liegen eine Vielzahl an kleiner Toteisseen.
Am Fuß der Berge liegen weite Wiesen mit kleineren, teilweise bewaldeten Hügeln und mehrere Seen, die durch natürliche Zuflüsse aus den Bergen gespeist werden. Der größte See, der Jackson Lake, wurde durch einen Staudamm künstlich vergrößert, bevor der Nationalpark gegründet wurde.
In den tiefer gelegenen Einschnitten unterhalb der Wiesen sammelt sich das Wasser in Bächen. Der Fluss mit dem Namen Snake River verlässt das Hochland durch ein enges Tal im Süden.
Südlich des Nationalparks, bei der Ortschaft Jackson, liegt das National Elk Refuge. In dieses Rückzugsgebiet wandern im Winter Wapiti-Hirsche, um der Kälte der höher gelegenen Regionen zu entkommen.

## Naturschutz
Wölfe leben seit 1999 wieder im Nationalpark, als Folge der Wiederansiedlung in Yellowstone 1995/96. Ende 2013 lebten innerhalb der Grenzen des Parks mindestens 53 Tiere in 7 Rudeln, alleine aus diesem Jahrgang überlebten elf Junge.
Alle Gabelböcke und die meisten Maultierhirsche des Nationalparks und der umliegenden Bergketten ziehen im Winter über die Gros Ventre Range nach Süden in das Tal am Oberlauf des Green Rivers. Dies sind mit bis zu 260 km die weitesten bekannten Wanderbewegungen der beiden Arten. Das dortige Winterquartier ist durch einen seit der Jahrtausendwende einsetzenden Boom in der Nutzung von Erdgasvorkommen bedroht. Hinzu kommen die Ausweisung von Baugebieten und neue Straßenerschließungen. Die Entwicklung gefährdete die Existenz der beiden Tierarten im Nationalpark. 2003 vergab das Bureau of Land Management irrtümlich zwei Bohrlizenzen in einem Abschnitt des Tals, der als Flaschenhals der Wanderwege bekannt ist, durch den fast alle Gabelböcke und viele Maultierhirsche ziehen müssen. Die Vergabe wurde nach Protesten zurückgezogen. Anfang 2010 konnte die Naturschutzorganisation „The Conservation Fund“ eine Vereinbarung mit Grundbesitzern schließen, nach der der kritische Abschnitt der Wanderroute dauerhaft gesichert wird.

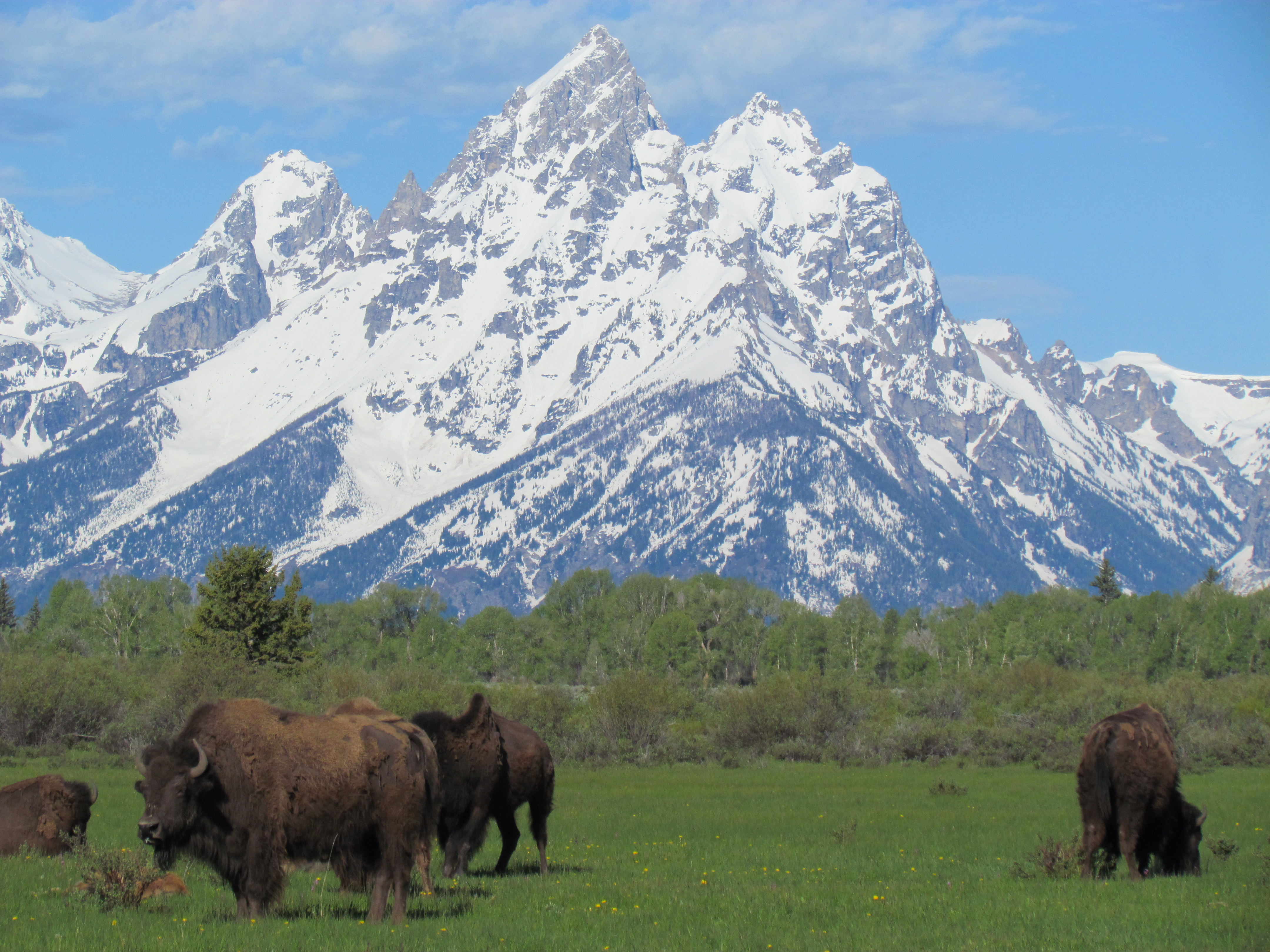
Bisons vor der Teton-Gebirgskette
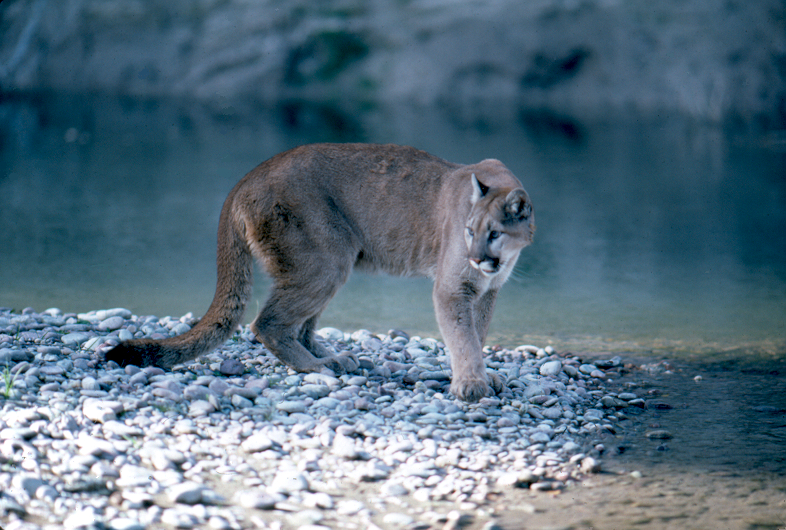
Puma im Grand-Teton-Nationalpark
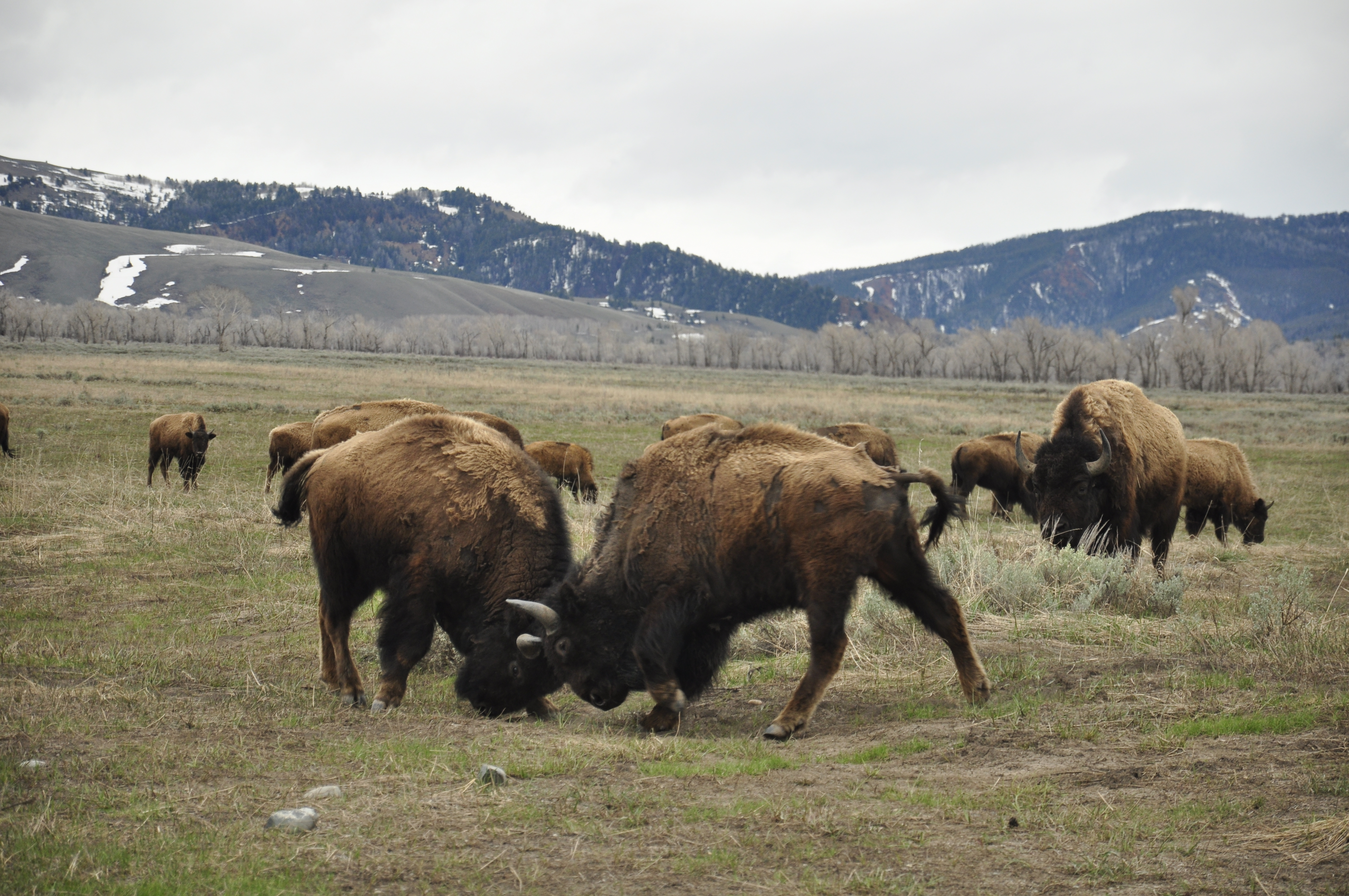
Bisons
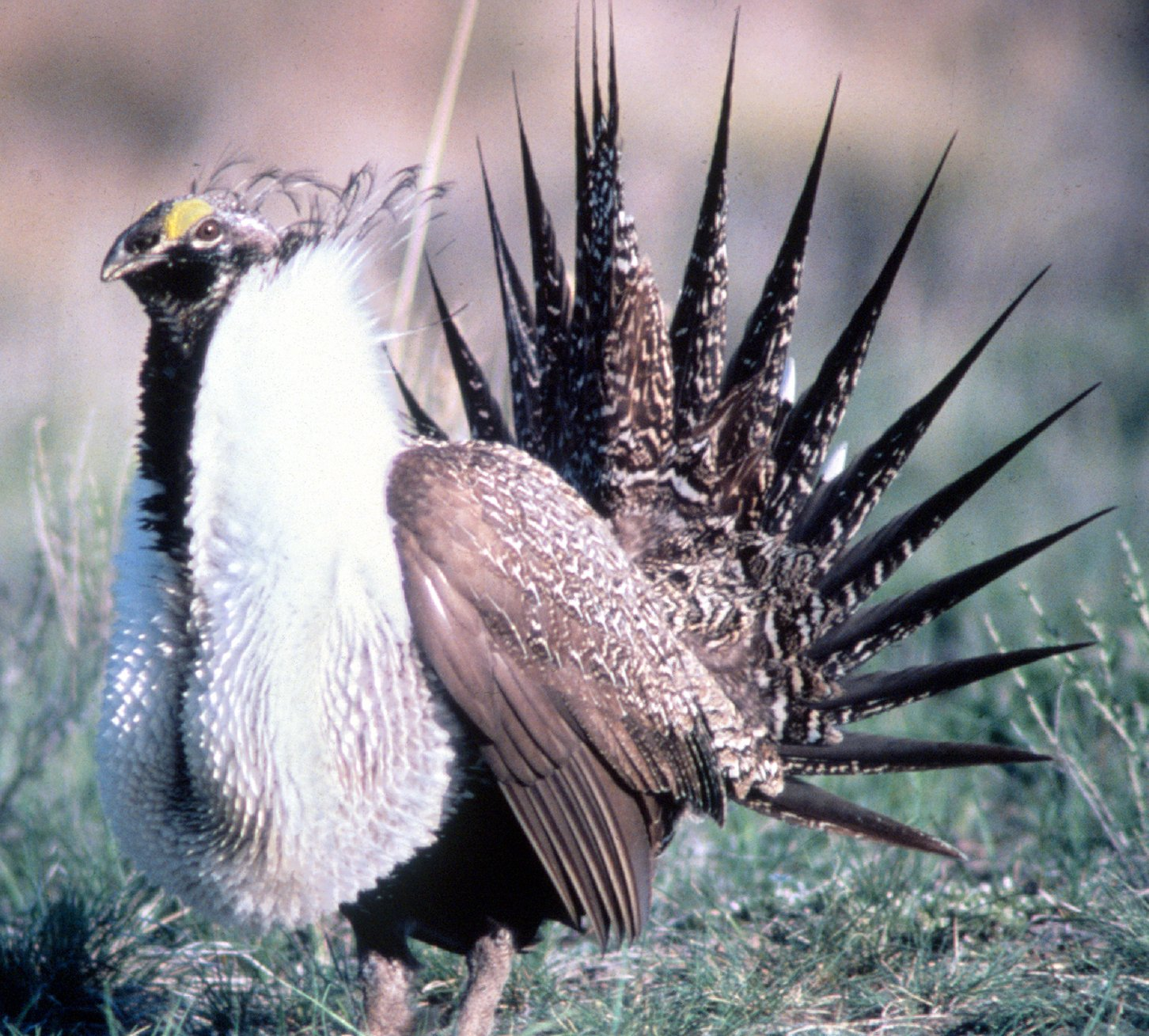
Beifußhuhn
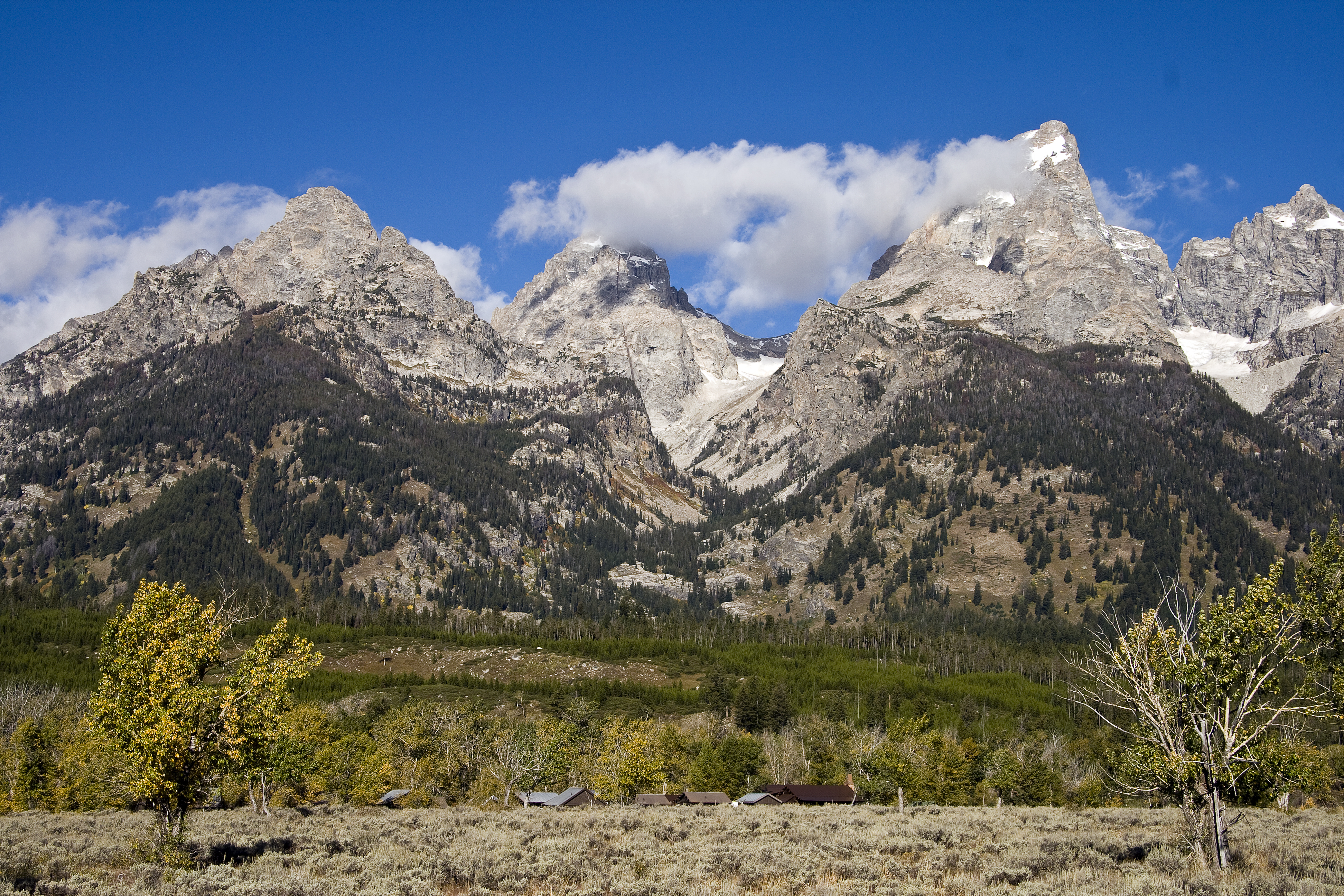
Landschaft im Garnet Canyon
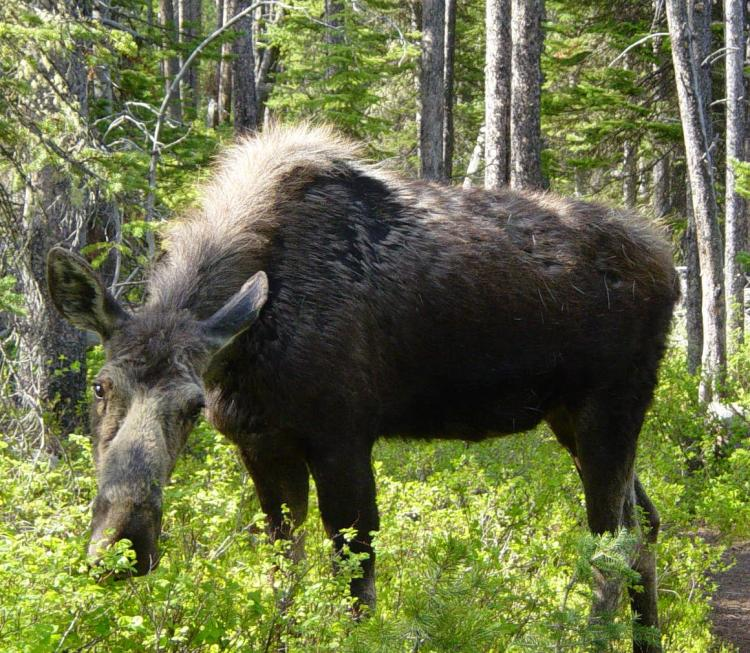
Elchkuh nahe dem Leigh Lake

## Geschichte
Das Gebiet wurde von mehreren Indianervölkern als Jagd- und Lebensraum genutzt. Die Blackfoot und die Crow waren die führenden Indianervölker zum Zeitpunkt des ersten Kontakts mit Weißen. Bei ihnen handelte es sich um Pelzjäger und -händler, die in den 1820er Jahren die Region erstmals erreichten. Ende des 19. Jahrhunderts siedelten sich mehrere Rancher nach dem Homestead Act in Jackson Hole an. Sie gehörten überwiegend der Kirche Jesu Christi der Heiligen der Letzten Tage (Mormonen) an, weshalb ein Teil der Talebene mit den Farmgebäuden, Ställen und Scheunen als Mormon Row bezeichnet wird. Insgesamt sind aus der indianischen und frühen historischen Zeit 479 Orte von archäologischen oder historischem Interesse im Park nachgewiesen. Zwei davon sind als National Historic Landmark ausgewiesen: Murie Ranch, als wichtiger Ort für die Entstehung des Naturschutzes in der Region und Jackson Lake Lodge als erstes Gebäude der architektonischen Moderne im Zusammenhang mit dem Mission-66-Programm des National Park Service. Die Jackson Lake Lodge ist auch bekannt als Ort des Economic Policy Symposiums der Zentralbanken im August jeden Jahres.
Schon im 19. Jahrhundert wies die US-Bundesregierung großflächige Wälder im Umfeld des heutigen Parks als Teton Forest Reserve aus und verhinderte damit die Besiedelung und unkontrollierte Rodung. Die Teton Reserve wurde mit der Yellowstone Forest Reserve zum Yellowstone National Forest zusammengeschlossen, von dem 1908 der Teton National Forest abgetrennt wurde, der den Großteil der Teton Range und dessen dicht bewaldete, sanfte Westflanke einschloss. Erste Pläne für ein weitergehendes Schutzgebiet und dessen Ausdehnung in die Ebene wurden von den meisten Bewohnern des Tals und den Grundeigentümern aus grundsätzlicher Skepsis gegenüber dem Naturschutzgedanken abgelehnt. Die heute denkmalgeschützte Chapel of the Transfiguration wurde bereits 1925 für den beginnenden Tourismus im Grand Teton errichtet. John D. Rockefeller, Jr. und seine Familie kauften 1927 eine ehemalige Ranch an einem der kleinen Seen als Ferienhaus, er unterstützte die Unterschutzstellung und kaufte im großen Stil durch die als Ranchbetrieb getarnte Scheinfirma Snake River Land Company Weideland und aufgegebene Ranches im Tal an.
Der Nationalpark wurde 1929 ausgewiesen, begrenzt auf die Bergkette und einige kleinen Seen direkt unterhalb. 1930 wurde bekannt, dass Rockefeller hinter den Landkäufen stand und dass er die Flächen für eine Unterschutzstellung ankaufte. Die Bewohner reagierten mit Aufruhr und Wut, dass ein Außenstehender sein gewaltiges Vermögen einsetze, um über ihre Köpfe hinweg ihre Heimat für den Naturschutz zu verplanen. Der weitere Ankauf stockte und die Politiker des Staates Wyoming sprachen sich gegen jeden Naturschutz aus. Als Rockefeller 1942 befürchtete, dass sein Einsatz umsonst gewesen wäre, überlegte er, die Flächen wieder zu verkaufen. Der National Park Service überzeugte deshalb Präsident Franklin D. Roosevelt, seine Befugnis aus dem Antiquities Act von 1906 zu nutzen und einseitig, ohne Beteiligung des Kongresses die von Rockefeller angekauften Flächen als National Monument auszuweisen. Dies geschah 1943; Roosevelt gründete das Jackson Hole National Monument. Durch die Industrialisierung der Landwirtschaft fielen nach dem Ende des Zweiten Weltkriegs die Erträge der extensiven Weidewirtschaft im abgelegenen Jackson Hole gegenüber den intensiv bewirtschafteten Regionen weiter im Osten zurück. Immer mehr Grundeigentümer standen dem Naturschutzgedanken nicht mehr feindselig gegenüber, zumal der Tourismus langsam zur Einnahmequelle wurde. Deshalb stimmte 1950 der Kongress zu, das National Monument mit dem Grand-Teton-Nationalpark zu vereinigen.
Aus der Zeit der Nutzung durch Rancher gibt es noch zwei aktive Betriebe in sogenannten inholdings, Privatgrundstücken, die vollständig vom Park umschlossen sind. Der Staat Wyoming besitzt eine weitere inholding, die als Viehweide verpachtet ist, und eine Ranch außerhalb sowie ein living history-Betrieb dürfen Flächen im Park beweiden. Zusammen machen diese Gebiete etwa 2000 ha aus. Die inholdings sind deshalb problematisch, weil sie nicht dem Schutzstatut des Parks unterliegen. 2014 wurde auf einem der Privatgrundstücke ein Wolf geschossen, der Weidevieh bedroht haben soll. Nach Ermittlungen wurde kein Verstoß gegen das Jagdrecht von Wyoming festgestellt.

## Aktivitäten
Im Park gibt es rund 300 km Wanderwege. Die Berge sind ein Paradies für Bergsteiger. Rafting ist auf dem Snake River möglich. Der National Park Service bietet lehrreiche Aktivitäten an.
Im Winter gibt es unter anderem die Möglichkeiten für Skilanglauf und Fahrten mit dem Schlittenhund.
Die meisten Besucher benutzen den Grand-Teton-Nationalpark als Durchgangsstation über den John D Rockefeller, Jr. Memorial Parkway zum Yellowstone-Nationalpark.
Einige Unternehmen bieten außerdem Ritte auf Mauleseln oder trittsicheren Gebirgspferden ins Tal hinab an.